# Alpha Mandé Diarra
Alpha Mande Diarra là một tác giả người Mali, sinh năm 1954. Ông theo học ngành thú y ở Pháp và hành nghề tại Bamako và Fara ở Mali.